# Le Roman de Léonard de Vinci
Le Roman de Léonard de Vinci (ou La Résurrection des dieux. Le Roman de Léonard de Vinci ; russe : Воскресшие боги. Леонардо да Винчи) est un roman historique de l'écrivain russe Dimitri Merejkovski sur Léonard de Vinci. Il est paru d'abord dans la revue Le Monde de Dieu en 1900, puis dans une édition séparée en 1901. Il est ensuite devenu la deuxième partie de la trilogie entre le premier ouvrage La Mort des dieux. Julien l'Apostat et le troisième Le Christ et l'Antéchrist. Pierre et Alexis (1895-1907).
Le roman de Léonard de Vinci est lié au premier et au troisième ouvrage de la trilogie et développe l'idée de l'auteur qu'il existe un « mouvement de l'histoire semblable à une lutte de la religion de l'esprit et de la religion de la chair ». Mais le roman de Léonard de Vinci possède aussi une pleine autonomie de sens et de finalité avec l'intrigue au centre de laquelle se place la vie de l'humaniste italien de la Renaissance, Léonard de Vinci (1452-1519).
Le premier roman de la trilogie prend son sujet dans la vie de Julien, empereur romain du IVe siècle de notre ère, qui devait son surnom d'« apostat » à sa volonté de rétablir le polythéisme dans l'Empire romain, alors qu'il avait été élevé dans la religion chrétienne. Le troisième roman est basé sur le conflit entre Pierre Ier le Grand et son fils Alexis. L'empereur de Russie est prêt à tout pour réaliser son rêve européen de grandeur. Il fait bâtir Saint-Pétersbourg et conquiert la Baltique, éliminant tous ceux qui s'opposent à son projet, y compris Alexis son propre fils.

## Histoire de la création
Comme l'écrit Оleg Mikhaïlov, le visage terrible et la sagesse de serpent de Léonard attirait avec une force particulière Dimitri Merejkovski, comme symbole de l'Homme-Dieu et de Dieu. En commençant le roman Léonard, l'écrivain cherche, outre à rassembler les sources, à être là où s'est passée l'action, et à voir et ressentir l'air et la nature du lieu de celle-ci. L'écrivain a procédé à une étude approfondie du sujet : c'est la partie principale de son entreprise. Comme l'a souligné un de ses critiques, sur des centaines de pages du roman sur Léonard de Vinci, pas moins de la moitié relève de journaux et documents contenant des extraits détaillés.
Merejkovski a commencé à travailler sur le roman de Léonard de Vinci directement après la fin de la réalisation de celui sur Julien l'Apostat : à ce moment-là, l'idée de sa trilogie s'était déjà formée dans son esprit. Il se plonge alors dans l'étude de l'époque de la Renaissance et en 1896, ensemble avec Zinaïda Hippius (et accompagné par Akim Volynski), il réalise un grand tour européen sur les traces de Léonard de Vinci.
Comme indiqué plus tard par les chercheurs, le voyage était d'une nature étrange. Surtout en raison du caractère de la liaison de Zinaïda Hippius, l'épouse de Merejkovski et d'Akim Volynski. Merejkovski, quant à lui, restait étranger à ces considérations, il rassemblait des documents en compagnie de sa femme et d'un ami. Selon l'écrivain, les voyageurs visitant Florence et Milan, devaient ensuite répéter exactement la route empruntée par Léonard de Vinci quand l'accompagna le roi de France François Ier : Faenza, Forli, Rimini, Pesaro, Urbino, Ravenne, Mantoue, Pavie, Simplon. Le voyage devait se terminer à Amboise, où Léonard est décédé.

« Vous me demandez si je fais bon voyage. À la fois bon et mauvais. Bon par le fait que je travaille beaucoup et avec succès. Mauvais parce que l'argent manque et que je ne peux pas travailler aussi efficacement que je le voudrais. Hier j'ai visité le village de Vinci, où Léonard est né et où il a passé sa jeunesse. J'ai visité sa maison qui appartient maintenant à de pauvres gens. J'ai été marcher dans les montagnes environnantes d'où Léonard a pu voir pour la première fois le monde de Dieu. Si vous saviez comme cela est beau, proche de ce que nous Russes aurions besoin. Comme cela régénère et purifie l'âme de la laideur de Pétersbourg. »

— Dimitri Merejkovski, Lettres à Piotr Pertsov
Les années de travail sur le roman ont été éclipsées par le scandale lié à une accusation de plagiat par Akim Volynski qui s'est intéressé à Léonard de Vinci et lui consacre un travail important en reprenant des notes de Merejkovski (A. Volynski, Léonard de Vinci, édition Marx, Saint-Pétersbourg, 1900 ; 2e édition Kiev, 1909 ; première parution dans le Journal du Nord, 1897-1898). L'espoir de publier l'ouvrage de Merejkovski sur Léonard dans la revue littéraire Le Messager du Nord disparaît.

« Je ne sais pas où je vais éditer Léonard et cela me tracasse beaucoup. Est-ce qu'un tel travail ne me donnera pas d'aisance matérielle et de repos pour quelque temps ? Il faut avoir du courage pour vivre comme je vis pour le moment. »

— Merejkovski — P. Pertsov
Finalement, le roman La Résurrection des dieux. Léonard de Vinci, achevé en 1899, est écarté par les grandes éditions traditionnelles et est publié par la revue La Paix de Dieu (ru). Cela est rendu possible grâce aux liens amicaux et de longue date (depuis l'époque de l'ancienne revue Le Messager du Nord) entretenus pas Merejkovski avec la famille de l'éditrice Alexandra Davidova (ru) (encore étudiant, Merejkovski avait été amoureux de sa fille Lida). Le roman apparaissait clairement au public comme une publication étrangère dans une revue pour la jeunesse, suivant avec constance une ligne éditoriale libérale.

## Contenu du roman
Dans ce deuxième roman de la trilogie de Merejkovski, « il peint à large coups de pinceau l'époque de la Renaissance avec ses contradictions entre le monachisme sévère du Moyen Âge et la nouvelle vision du monde humaniste, qui, par le retour aux valeurs de l'Antiquité, a fait apparaître les grands artistes et penseurs de cette époque ».
Le début du roman fait écho à la finale du premier roman de la trilogie La Mort des Dieux. Julien l'Apostat (ru), avec les mots prophétiques d'Arsinoé sur les futurs lointains descendants, les frères inconnus, qui déterreront les os sacrés de la Grèce antique, les fragments de marbre divin et prieront à nouveau et pleureront sur eux. En effet, dans l'une des premières scènes de Léonard de Vinci, une statue de Venus de Praxitèle est déterrée à l'endroit où le petit Julien avait pleuré dans le premier roman.
Selon Merejkovski, la confrontation des deux vérités crée des problèmes à l'époque de Léonard de Vinci, aussi insolubles que ceux de l'époque de Julien. L'artiste, à la recherche d' « une synthèse sur le chemin de la vérité scientifique », subit un échec ; il vit dans un état de déchirement, divisé, effrayant ses disciples en leur apparaissant comme un spectre de l'Antéchrist. Le deuxième roman de la trilogie ne résout donc pas les questions posées et va amener un changement de niveau des développements en déplaçant la vision de l'auteur de l'Ouest vers l'Est, avec la dernière partie de la trilogie : Le Christ et l'Antéchrist. Pierre et Alexis.

### Sujet
Le marchand Buonaccorsi, collectionneur d'antiquités, découvre une statue de Vénus. Il invite Léonard de Vinci en qualité d'expert. Plusieurs jeunes gens (dont l'un est Giovanni Antonio Boltraffio) discutent de l'attitude étrange de l'artiste. Un prêtre chrétien, dom Faustino, qui voit le diable partout, fait irruption dans la maison où l'on fouille et brise la belle statue. Giovanni Boltraffio devient élève de Léonard. Ce dernier s'occupe de la construction d'un appareil volant, peint La Cène dans l'église Santa Maria delle Grazie, construit le Cheval de Léonard commandé par le duc de Milan Francesco Sforza.
Léonard est au service de Ludovic Sforza dit le More, le duc de Milan. Les projets des constructions de cathédrales, de canaux, semblent trop ambitieux au seigneur. Le More est impliqué dans la mort de Jean Galéas Sforza, ami de Léonard, que beaucoup soupçonnent d'hérésie et de sorcellerie. Pendant ce temps, Giovanni Boltraffio réfléchit au comportement de son maître Léonard : il lui semble alternativement se présenter comme un saint, puis comme l'Antéchrist. Influencé par les prêches de Savonarole, Giovanni Boltraffio quitte Léonard pour devenir novice dans un monastère. Savonarole rassemble une Armée sacrée dans une croisade contre le pape de Rome. Giovanni s'engage dans celle-ci. Mais cette armée saccage les palais, brûle des livres, détruit des statues, fait irruption dans les maisons des impies, brûle des tableaux de Léonard, comme celui de Léda et le Cygne. Giovanni, choqué par ce qu'il a vu, revient vers son maître Léonard. Savonarole perd de son influence et finit en prison puis sur le bûcher.
La première guerre d'Italie se déclenche avec l'arrivée des forces françaises à Milan. Léonard attend de nouveaux défis. Il entre au service de César Borgia comme ingénieur. Sur la route qui le mène vers son mécène, il rencontre puis accompagne Machiavel qui se rend également chez César Borgia. Léonard a l'occasion de réfléchir avec lui à l'autorité, au pouvoir de l'église, au danger de la connaissance. Léonard est reçu avec une politesse charmeuse par César Borgia. Ce dernier lui demande son opinion sur Machiavel. Léonard le présente comme « un des hommes les plus intelligents et perspicaces de notre époque… » Si bien que César lui donne audience. César Borgia est le fils du pape Alexandre VI. Léonard a l'occasion d'assister dans le cabinet de travail du pape où se déroule l'arbitrage entre Portugais et Espagnols pour trancher la question de la possession des nouvelles terres découvertes par Christophe Colomb,.
Des dangers inattendus se cachent ainsi que des conflits avec d'autres artistes comme Michel-Ange, mais d'autres liens se créent comme avec le jeune Raphaël.
Quand Léonard quitte Florence en 1507, il est nommé peintre de la cour du roi de France Louis XII. Mais il le sert à Milan et ne reçoit pas d'appointements. Quand les troupes françaises approchent de Milan, il se rend chez un nouveau protecteur, Julien de Médicis. Enfin, en 1516, à soixante-quatre ans, il répond à l'invitation du roi François Ier qui le convie à son service et l'installe dans le petit manoir du Cloux, près de la ville d'Amboise. C'est là qu'il s'éteint au printemps 1519, sans avoir pu construire sa machine volante et après perdu et son mécanicien Astro, qui a voulu essayer de voler avec son prototype et s'est écrasé au sol, ainsi que son élève Giovanni Antonio Boltraffio, qui s'est pendu à l'idée que le Christ et l'Antéchrist étaient la même chose.

### Un Souvenir d'enfance de Léonard de Vinci
Merejkovski reprend dans le chapitre intitulé Les ailes seront les réminiscences de la première enfance de Léonard de Vinci notées par celui-ci et pleines de mystères prophétiques. Celles-ci ont été utilisées quelques années plus tard, en 1909, par Freud pour développer une analyse psychanalytique intitulée Un souvenir d'enfance de Léonard de Vinci à partir des notes de Léonard et de son tableau Sainte Anne, la Vierge et l'Enfant Jésus jouant avec un agneau.

« Je dois parler du milan - c'est ma destinée - car je me rappelle que dans mon enfance j'ai eu un rêve. J'étais couché dans mon berceau, un milan est arrivé près de moi et m'ouvrit les lèvres, et à plusieurs reprises il glissa ses plumes comme en signe que toute ma vie je m'occuperais d'ailes. »

Cette prophétie s'est accomplie et les ailes humaines sont devenues le dernier but de l'existence de Léonard. Il lui semblait « infiniment humiliant que les hommes ne fussent pas ailés ».

## Critiques
Le roman a été reçu de manière ambiguë par la critique. Comme le remarque Alexandre Men, Merejkovski dépeint le prédicateur Savonarole comme un insensé, et Léonard de Vinci est décrit sur le modèle abstrait du binôme Apollon-Dionysos emprunté à Nietzsche,,. Les critiques modernes de Merejkovski notent aussi l'influence de Nietzsche qui « remplace la morale par l'adoration du pouvoir et place l'art de l'autre côté du bien et du mal ».
Comme le remarque Oleg Mikhaïlov, dans ce roman apparaît la renaissance des dieux antiques qui ressuscitent. Mais le principal reste non un principe abstrait mais la vie du héros, un grand et brillant artiste.

## Éditions françaises
- Dimitri Merejkovski (trad. Jacques Sorrèze et Victor Loupan (ru)), Le Roman de Léonard de Vinci, Presses de la renaissance,‎ 2004, 569 p. (ISBN 978-2-253-11324-9)
- Dimitri Merejkovski (trad. Michel Dumesnil de Gramont - Traduction intégrale), Le Roman de Léonard de Vinci, Ginkgo éditeur, 2024, 798 p. (ISBN 978-2-84679-569-2)